# Közép-afrikai csimpánz
A Közép-afrikai csimpánz (Pan troglodytes troglodytes) a közönséges csimpánz egy alfaja (az egyik legközelebbi élő rokona az embernek a bonobó mellett). Főleg Gabonban, Kamerunban, és a Kongói Köztársaságban fordul elő, de kisebb mértékben más régiókban is.

## Élőhely
Előfordul Közép-Afrikában, főleg Gabonban, Kamerunban, és a Kongói Köztársaságban, de szintén előfordul a Közép-afrikai Köztársaságban, Egyenlítői-Guineában, Cabindában ami Angola exklávéja, Délkelet-Nigériában, és (esetleg) Kongói Demokratikus Köztársaság a tengermenti részén.
Túlnyomórészt trópusi nedves erdőkben és nedves szavanna erdőségekben, valamint erdő-szavanna mozaikokban ahol ez a két biom találkozik található meg, 3000 m tengerszinttől. A tendencia az hogy nagyobb tartományuk van az erdő-szavanna mozaikokban. Az átlagos tartománya 12,5 km2, de változhat 5 km2-től 400 km2-ig.

## Megőrzés
A Természetvédelmi Világszövetség 2007-es vörös listáján veszélyeztetettként osztályozták. 1988-ban sebezhetőnek tekintették őket, de veszélyeztetettnek tekintik őket legalább 1996 óta. A WWF becslése szerint 115,000 egyed él, de a számuk valószínűbb hogy 47.000 és 78.000 között van. Csak ott vannak nagy robusztus populációi, ahol nagy erdő mennyiség zavartalan, kisebb, izolált populációk is megmaradtak. Az Az IUCN szerint a populációinak a hanyatlása várhatóan további 30-40 évig folytatódik.
Jelentős fenyegetések a populációira az Ebola, az orvvadászat, és az élőhely rombolás. Az IUCN ezt a növekvő emberi jelenlétnek (mezőgazdaság, erdőirtás, fejlesztés) és a politikai instabilitásnak tulajdonítja.
Az emberrel való szoros genetikai kapcsolatuk következtében a csimpánzok sebezhetőek a vírusokkal szemben amik az embert sújtják, például Ebola, közönséges megfázás, influenza, tüdőgyulladás, szamárköhögés, tuberkulózis, kanyaró, sárgaláz, HIV.

## Kapcsolata a HIV-1-gyel
Az immunhiány-előidéző vírus HIV két típusa fertőzi az embereketː HIV-1 és HIV-2. A HIV-1 fertőzőbb és könnyen átadható, és a HIV fertőzések többségének forrása a világon mindenütt, a HIV-2 nagymértékben  Nyugat-Afrikára korlátozódik. Mindkét típus Nyugat- és Közép-Afrikából származik főemlősökről az emberekre ugorva. A HIV-1 a    simian-immunhiány-előidéző vírusból (SIVcpz)  fejlődött ki amit a közép-afrikai csimpánzban találtak. Kinshasaban a Kongói Demokratikus Köztársaságban van a legnagyobb eddig felfedezett genetikai sokfélesége a HIV-1-nek, ami arra utal hogy a vírus ott hosszabb ideje van mint bárhol máshol. A HIV-2-t megtalálták kormos mangábéban Bissau-Guineában.